# Köpingebro
Köpingebro – miejscowość (tätort) w Szwecji, w regionie administracyjnym (län) Skania, w gminie Ystad.
Według danych Szwedzkiego Urzędu Statystycznego liczba ludności wyniosła: 1254 (31 grudnia 2015), 1234 (31 grudnia 2018) i 1247 (31 grudnia 2019).